# Seznam vojaških taktik
Seznam vojaških taktik.

## Ofenzivnetaktike
- Izvidništvo
- Patruljiranje
- Zaseda
- Premikanje na bojišču
- Hitrost prevlade
človeški val
šok in strahospoštovanje (Shock and Awe)
bliskovita vojna (Blitzkrieg)
- Načrtovani napad
Uporaba podpornega ognja
premakni se in streljaj (Move and Shoot)
posredna strelna podpora
leteči klin
čelni napad
preboj
infiltracija
bočni napad
išči in uniči (search and destroy)
udari in beži (hit and run)
zgrabi in izvleči (snatch and extract)
- Koncentracija napora
- Razpršitev oz. razporeditev
- Motenje oz. uničenje komunikacij in poti oskrbe
- Obkolitvene taktike
cirkumvalacija
Motti taktika
obleganje
- Hitri premiki
zavzemanje ključnih točk
zračni desant
naskok (raid)
- Uporaba vremenskih razmer
- Uporaba noči
- Motenje zvez
motenje elektronskih naprav (jamming)

## Obrambnetaktike
- Osnovne zasnove
globinska obramba
vzajemna obramba
krožna obramba
- Taktika umika
zakasnele eksplozije
požgana zemlja
pasti presenečenja
- Uporaba fortifikacij
utrjene točke
ovire
bodeča žica
protitankovska ovira
minsko polje
pozicijsko bojevanje
- Protinapad
protibaterijski napad
- Vzdrževanje rezerve
Sila za hitro posredovanje (QRF)
- Uporaba terenskih značilnosti
višina
naravne ovire (reke,...)
zaščita
- Overwatch

## Prevare
- Prevare in zavajanje
kamuflaža
stealth
dezinformacija
elektronsko bojevanje
- Uporaba presenečenja
Partski strel